# Rohkunborri
Der Rohkunborri, auch Rohkun oder Bihppáš auf Nordsamisch, ist ein Berg im Norden Norwegens. Er liegt im Südosten der Kommune Bardu, deren höchste Erhebung er ist, und befindet sich damit in der Provinz (Fylke) Troms. Der Berg ist 1659 m hoch und von dem nach ihm benannten und 2011 eingerichteten Rohkunborri-Nationalpark umgeben. Er liegt zwischen dem See Geavdnjajávri (540 m moh.) im Süden und dem Stausee Altevatnet (489 m moh.) im Norden, deren Wasseroberflächen er um mehr als 1100 Meter überragt. Die unteren Flanken des Berges sind mit alten Birkenwäldern bewachsen, in den höheren Lagen erhebt sich blanker Fels und Geröll.